# Praseodymorthoscandat
Praseodymorthoscandat ist eine chemische Verbindung aus der Gruppe der Seltenerdoxide mit Perovskit-Struktur.

## Gewinnung und Darstellung
Praseodymorthoscandat kann durch Reaktion von Praseodym(III,IV)-oxid mit Scandiumoxid gewonnen werden.

## Eigenschaften
Praseodymorthoscandat ist ein grüner Feststoff. Er besitzt eine orthorhombische Kristallstruktur vom Perovskit-Typ mit der Raumgruppe Pnma (Raumgruppen-Nr. 62).
Mit Hilfe der Elektronen-Ptychografie konnten Forscher 2021 die höchste bis dahin erreichte Vergrößerung erzielen. Auf diese Weise schafften es die Forscher, die Atome eines Praseodymorthoscandat-Kristalls 100-millionenfach vergrößert darzustellen.